# Eisenerzvorkommen von Ljubija

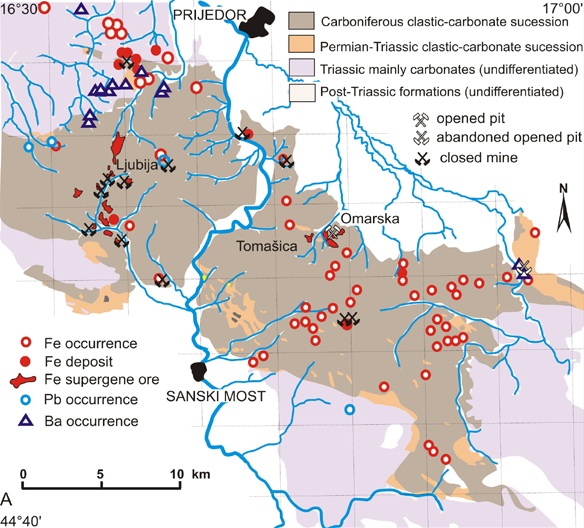
Geologische Übersichtskarte

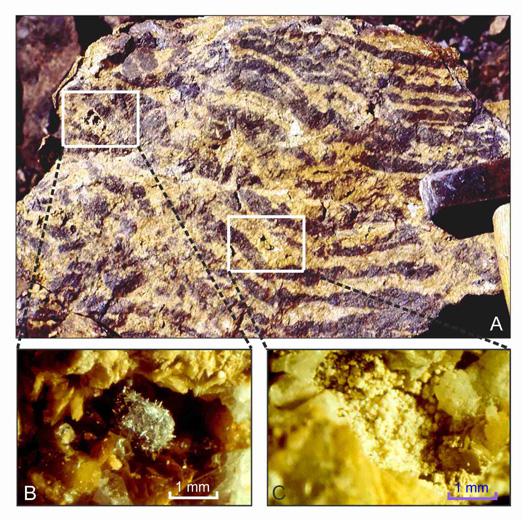
Sogenannter „Zebra-Siderit“

Bei den Eisenerzvorkommen von Ljubija handelt es sich um ein Vorkommen von paläozoischen Siderit-Baryt-Polysulfid-Erzen in den Dinariden im heutigen Bosnien und Herzegowina. Es erstreckt sich über 1.200 km² in der Umgebung von Prijedor.

## Geschichte
Der Abbau begann bereits in Zeit vor Christi Geburt durch die Phönizier und Illyrer. Aufgrund des Mangels an Eisenerz im Ersten Weltkrieg errichtete Österreich-Ungarn eine 18 km lange Schmalspurbahn und begann 1916 mit dem Abbau in der ersten modernen Grube in Ljubija. Im Jahr 1967 wurde die Grube Tomašica und 1985 die Grube Omarska eröffnet. Durch den Bosnienkrieg musste der Betrieb 1992 eingestellt werden. 2004 kaufte LNM (heute ArcelorMittal) die Gruben und nahm die Produktion in Omarska wieder auf. Mit dem Eisenerzkonzentrat werden die ArcelorMittal-Stahlwerke in Osteuropa beliefert.
Seit 1916 wurden mehr als 80 Mio. t Erz abgebaut.